# ميكائيل مينتري
ميكائيل مينتري (بالفرنسية: Mickaël Ménétrier)‏ هو لاعب كرة قدم فرنسي في مركز حراسة المرمى، ولد في 23 أغسطس 1978 في رانس في فرنسا. لعب مع إف91 دوديلانج ونادي إستر ونادي بورنموث ونادي بولون ونادي تشيربورغ ونادي فيرتون.

## وصلات خارجية
- ميكائيل مينتري على موقع قاعدة بيانات كرة القدم.إي يو (الإنجليزية)
- ميكائيل مينتري على موقع Soccerbase.com (لاعب) (الإنجليزية)